# Teff
Teff, tef (Eragrostis tef, amhariska ጤፍ, franska mil éthiopien), är ett sädesslag från de etiopiska och eritreanska högländerna. Det odlas numera även i USA. Teff används traditionellt till att baka injera, en tunnbrödsliknande pannkaka som är vardagsmat i Etiopien och Eritrea.

## Utseende
Själva sädeskornet är mycket litet, vilket gör att man kan sprida teff över stora områden med bara en handfull korn. 
Bästa förutsättningar för odling av teff är 1 800 till 2 100 meter över havet, med en nederbörd av 450 till 550 millimeter och temperaturer på 10 till 27 °C. Den kräver även dagar på cirka 12 timmar.

## Historik och odling
Sädesslaget har odlats under lång tid, och det kan ha funnits som odlad gröda i omkring 6 000 år. Man tror då att E. pilosa är dess ursprung. Det är dock osäkert, eftersom släktingen E. aegyptiaca är mycket lik.
I Sverige har försöksodling skett med EU-bidrag, hittills med måttlig framgång. I Etiopien kan skördarna ligga på 9 ton/ha.
På senare år har man uppmärksammat att teff är glutenfritt. I Nederländerna odlas teff och säljs till företag som bakar glutenfritt bröd.

## Näringsvärde
Typiska näringsvärden är per 100 g :
- KJ/kcal: 1398/334
- Kolhydrat: 75 g
- Protein: 9,1 g
- Fiber: 7,9 g
- Fett: 2,1 g
- Kalcium (Ca): 160 mg
- Magnesium (Mg): 185 mg
- Vitamin B1: 11,7 mg
- Vitamin B2: 0,5 mg